# Fontaine-lès-Dijon
Fontaine-lès-Dijon ist eine französische Gemeinde mit 9032 Einwohnern (Stand 1. Januar 2022) im Département Côte-d’Or in der Region Bourgogne-Franche-Comté. Sie gehört zum Arrondissement Dijon und zum Kanton Fontaine-lès-Dijon, dessen Hauptort (Chef-lieu) sie ist. Die Bewohner nennen sich Fontainois.

## Geographie
Die Gemeinde liegt im Ballungsraum nordwestlich von Dijon. Nachbargemeinden sind
- Ahuy im Norden,
- Dijon im Osten und Süden,
- Talant im Südwesten sowie
- Daix im Westen.

## Sehenswürdigkeiten
- Église Saint-Bernard
- Château de Fontaine-lès-Dijon, Geburtsort von Bernhard von Clairvaux, von 1614 bis 1791 Feuillantenkloster Fontaine

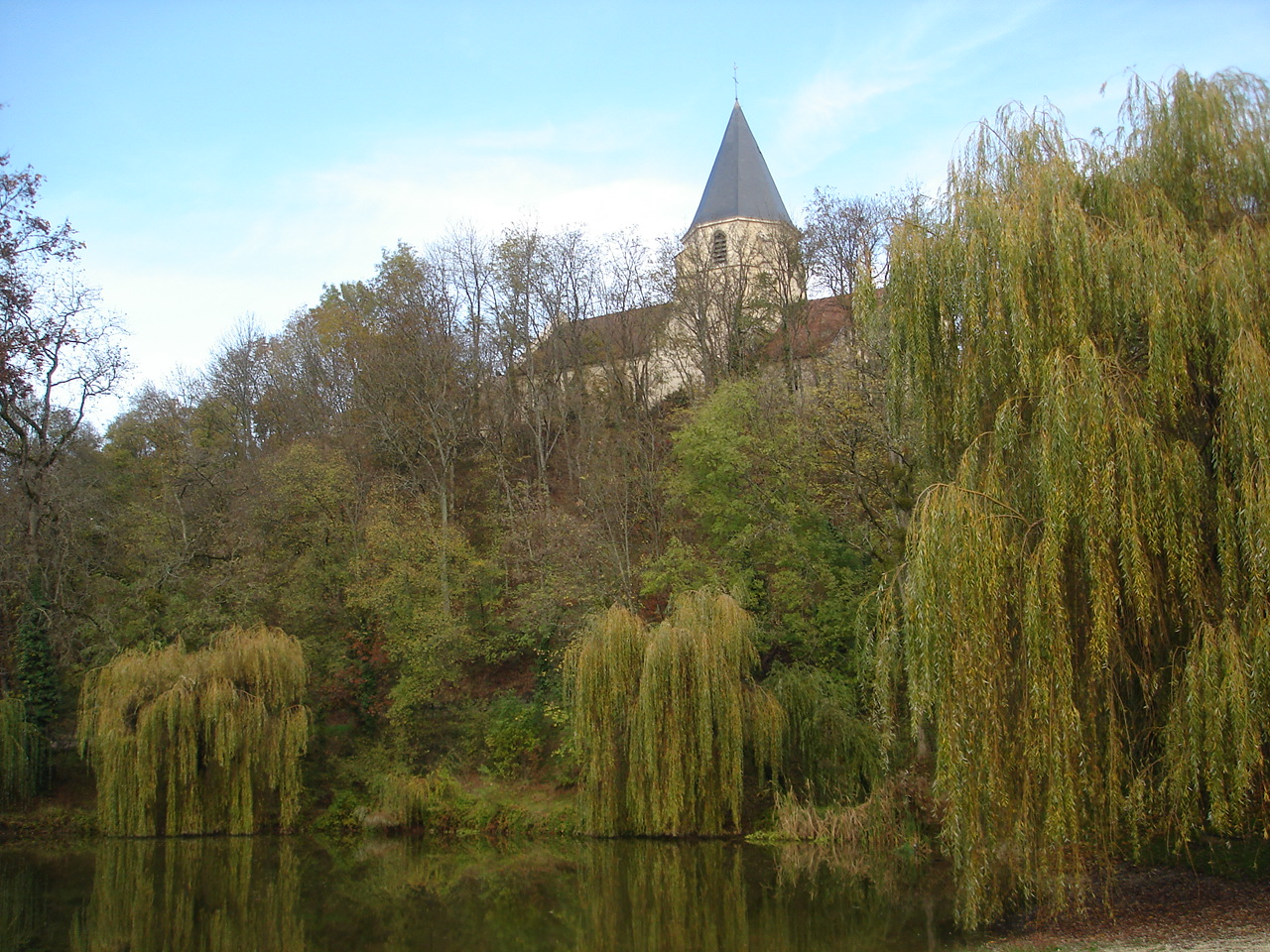
Église Saint-Bernard
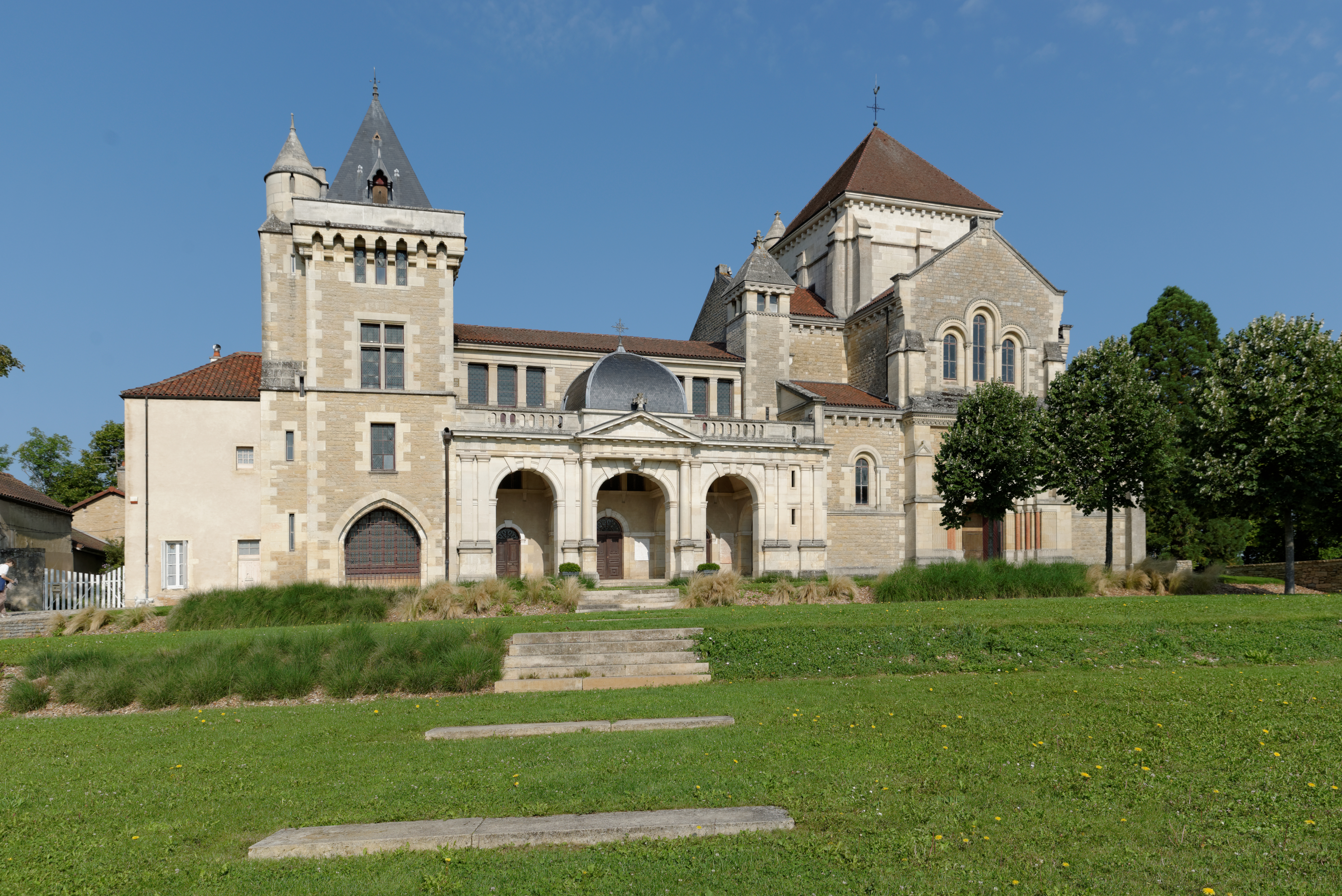
Château de Fontaine-lès-Dijon

## Städtepartnerschaften
Fontaines-lès-Dijon unterhält seit dem 10. Mai 1986 eine Städtepartnerschaft mit Kirn im deutschen Bundesland Rheinland-Pfalz.

## Persönlichkeiten
- Die Brüder Bernhard von Clairvaux, * um 1090 auf Burg Fontaine-lès-Dijon, Gerhard von Clairvaux, * um 1089, und Nivard von Clairvaux, * um 1100
- Aleth von Montbard, Mutter des heiligen Bernhard von Clairvaux, † zwischen 1103 und 1108 auf Burg Fontaine-lès-Dijon
- Coline Ballet-Baz (* 1992), Freestyle-Skierin